# Celia
Celia je inteligentní virtuální asistent vyvinutý společností Huawei pro jejich nejnovější zařízení založené na operačním systému HarmonyOS. Asistent může provádět každodenní úkoly, mezi které patří telefonování, nastavení připomenutí a kontrola počasí. Celia byla představena 7. dubna 2020 a veřejně vydaná 27. dubna 2020 prostřednictvím OTA. Společnost Huawei původně odkazovala na nového virtuálního asistenta koncem roku 2019 tím, že oznámila, že na evropské trhy bude uvedena anglická verze jejich již existujícího čínského asistenta – Xiaoyi. Kvůli probíhající obchodní válce mezi Čínou a Spojenými státy zůstaly nově vydané chytré telefony společnosti bez virtuálního asistenta. To následně vedlo k vývoji a vydání Celia.
Technologie AI je integrována do softwaru společnosti Celia, což jí umožňuje překládat text pomocí fotoaparátu telefonu a identifikovat každodenní předměty – podobně jako u Google Lens.

## Dostupnost a jazyky
V současné době je Celia k dispozici pouze v němčině, angličtině, francouzštině a španělštině. Vydána byla v Německu, Velké Británii, Francii, Španělsku, Chile, Mexiku a Kolumbii. Firma Huawei však oznámila, že časem přibude více regionů a jazyků.